# Ernz Noire
Ernz Noire är ett vattendrag i Luxemburg. Det ligger i den centrala delen av landet, 29 kilometer nordost om huvudstaden Luxemburg.
I omgivningarna runt Ernz Noire växer i huvudsak blandskog. Runt Ernz Noire är det ganska tätbefolkat, med 60 invånare per kvadratkilometer.